# 下田正弘
下田 正弘（しもだ まさひろ、1957年 - ）は、日本の仏教学・デジタル・ヒューマニティーズの研究者、元東京大学大学院人文社会系研究科教授（～2023年）、武蔵野大学教授（2023年～）、大蔵経テキストデータベース研究会代表委員、日本印度学仏教学会前理事長（第9代、2017～2023）。

## 来歴

### 学歴
福岡県出身。1976年に福岡県立修猷館高等学校卒業、1981年に東京大学文学部印度哲学印度文学専修課程卒業、1984年に同大学院人文科学研究科修士課程修了、1985－1986年インド・デリー大学大学院に留学、1989年に東京大学大学院博士課程単位取得満期退学、1994年東京大学にて博士（文学）（乙種）を取得。

### 職歴
1994年に東京大学文学部インド哲学仏教学研究室助教授となり、2006年に同教授に昇任。2013年より次世代人文学開発センター人文情報学部門拠点長。2017年より日本印度学仏教学会理事長。2023年3月に東大を定年退職し、4月より武蔵野大学大学院仏教学研究科長、教授。

### デジタル・ヒューマニティーズとの関わり
1999年に同研究室の江島恵教教授の急逝にともない、大正新脩大蔵経テキストデータベース研究会（SAT）を引き継ぎ、手弁当で同事業のデジタルテキスト化を推進。科研費や全日本仏教会からの助成金も取得し、2007年に完成、翌2008年にウェブ公開したのをきっかけに、次世代人文学開発センターの萌芽部門に吸収されて次世代人文学データベース拠点となり、人文情報学部門を形成、その拠点長となる。文系の大学院生を対象に人文情報学を指導し、多くの学際研究者を育成した。

## アカハラ黙殺疑惑
弟子にあたる馬場紀寿（東京大学東洋文化研究所教授）が論争相手である清水俊史に対してアカデミック・ハラスメント（アカハラ）を行っていたことを知りながら、2021年に本件について全国紙から取材依頼を受けた際に、これに返答せず黙殺していたことが、清水によって公表された。当時、下田は日本印度学仏教学会の理事長という要職にあった。

## 著作リスト
- 『蔵文和訳『大乗涅槃経』1』（インド学仏教学叢書編集委員会、1993年）
- 下田正弘『大乗『涅槃経』の研究 : 大乗経典研究方法確立への一歩として』 東京大学〈博士（文学） 乙第11823号〉、1994年。doi:10.11501/3115704。NAID 500000136581。

→『涅槃経の研究 - 大乗経典の研究方法試論 -』（春秋社、1997年）
→新装版（春秋社、2019年）
- 『パリニッバーナ - 終わりからの始まり - 』（日本放送出版協会、2007年）
- 下田正弘『仏教とエクリチュール : 大乗経典の起源と形成』東京大学出版会、2020年。ISBN 9784130104159。 NCID BB30569848。全国書誌番号:23383981。
  - 杉木恒彦「《書評》下田正弘著『仏教とエクリチュール──大乗経典の起源と形成──』」『宗教研究』第96巻第1号、日本宗教学会、2022年6月、198-205頁、doi:10.20716/rsjars.96.1_198、ISSN 0387-3293、CRID 1390293589392532352。

### 共編
- 『新アジア仏教史』シリーズ（奈良康明と、佼成出版社、2010年）
- 『シリーズ大乗仏教』（高崎直道監修、桂紹隆、斎藤明、末木文美士と、春秋社、2013年）
- 『デジタル学術空間の作り方 - 仏教学から提起する次世代人文学のモデル - 』（永崎研宣と、文学通信、2019年）

#### 事典
- 『宗教学文献事典』（島薗進、石井研士、深澤英隆と、弘文堂、2007年）
- 『仏教の事典 - ENCYCLOPEDIA OF BUDDHISM - 』（末木文美士、堀内伸二と、朝倉書店、2014年）
- 『仏典解題事典 第3版』（斎藤明、丸井浩、蓑輪顕量、梶原三恵子、高橋晃一、加藤隆宏と、春秋社、2020年）

### 科研費
- KAKEN>下田正弘

### 論文
- CiNii>下田正弘
- INBUDS>下田正弘